# Jarak (Srijemska Mitrovica, Srbija)
Jarak (ćir.: Јарак) je naselje u općini Srijemska Mitrovica u Srijemskom okrugu u Vojvodini.

## Stanovništvo
U naselju Jarak prema popisu stanovništva iz 2011. godine živi 2.039 stanovnika, dok je 2002. godine u naselju živjelo 2.235 stanovnika, od čega 1.751 punoljetan stanovnik s prosječnom starosti od 39,0 godina (38,0 kod muškaraca i 40,0 kod žena). U naselju ima 713 domaćinstva, a prosječan broj članova po domaćinstvu je 3,13. 
Prema popisu iz 1991. godine u naselju je živjelo 2.256 stanovnika.
| Etnički sastav 2002. |            |        |
| Narod                | Stanovnika |        |
| Srbi                 | 2.099      | 93,91% |
| Romi                 | 32         | 1,43%  |
| Jugoslaveni          | 23         | 1,02%  |
| Hrvati               | 17         | 0,76%  |
| Mađari               | 7          | 0,31%  |
| Ukrajinci            | 5          | 0,22%  |
| Nijemci              | 3          | 0,13%  |
| Slovaci              | 2          | 0,08%  |
| Makedonci            | 2          | 0,08%  |
| ostali               | 2          | 0,08%  |
| nepoznato            | 11         | 0,49%  |

| broj stanovnika | 1315  | 1578  | 2083  | 2296  | 2092  | 2256  | 2235  | 2039  |
|                 | 1948. | 1953. | 1961. | 1971. | 1981. | 1991. | 2002. | 2011. |

## Vanjske poveznice
- Karte, položaj vremenska prognoza
- Satelitska snimka naselja  Arhivirana inačica izvorne stranice od 20. veljače 2021. (Wayback Machine)